# 德国共产党/马列
德国共产党/马列（德語：Kommunistische Partei Deutschlands/Marxisten-Leninisten，缩写为KPD/ML）是一个已不存在的德国共产主义政党，成立于1968年12月31日，起源于原德国共产党。党报为《红色黎明》。

## 历史
德国共产党/马列由原德国共产党领导层的恩斯特·奥斯特建立。该党持反对修正主义、亲中华人民共和国的政治立场。 1974年，恩斯特·奥斯特与阿尔巴尼亚最高领导人恩維爾·霍查会面。1975年6月1日，恩斯特·奥斯特与中国共产党中央政治局委员姚文元会面。
1976年初，德国共产党/马列组建了东德分支，但其发展受到了德国统一社会党政府的压制。
1977年，在中国和阿尔巴尼亚社会主义人民共和国关系破裂后，该党转为支持阿尔巴尼亚领导人恩維爾·霍查，并放弃了毛主义意识形态以及毛泽东的“三个世界”理论，改奉霍查主义意识形态。但到了1984年，该党与阿尔巴尼亚劳动党的关系迅速降温。
1986年，该党与托派组织国际马克思主义团体合并为联合社会党。

## 后继组织
有两个组织宣称为德共/马列的继承者：
- 德国共产党/马列，由沃尔夫冈·埃格斯领导，其中央机关报《红色黎明》目前仅在线上发布。该党是成立于2000年12月31日的国际组织共产国际（斯大林霍查主义）的成员党。自2009年11月7日起，该党不再作为独立的成员党存在，而是作为共产国际（斯大林霍查主义）的支部存在[2]。它遵循共产国际（斯大林霍查主义）的纲领，在其长达410页的纲领中宣称要致力于马克思列宁主义和斯大林霍查主义的进一步发展[3]。
- 德国共产党—红色黎明，该党曾是马列主义政党和组织国际会议（团结和斗争）的成员。2001年该党第10次代表大会上发生分裂，当时的中央委员会罢免了长期担任该党主席的迪特哈德·莫勒。2003年2月，不满意中央决定的党员成立“争取德国共产主义工人党建设组织（工作未来）”，其机关报是《工作未来》[4]。2011年12月，德共/红色黎明改名为“德国共产党—建设团体”；此后，实际停止活动。